# Grand Prix de Voleibol de 2009
El Grand Prix de Voleibol de 2009 fue la 17ª edición del torneo anual de voleibol femenino organizado por la Federación Internacional de Voleibol (FIVB).
Disputada por doce equipos se jugó entre el día 31 de julio y 23 de agosto. Con la misma fórmula de la discordia en los últimos años, el Gran Prix consiste en dos fases. La etapa final se llevó a cabo en Tokio en Japón, con la presencia de los anfitriones, además de los cinco mejores equipos clasificados en la fase preliminar.
La selección de Brasil, Ganó su octavo título en la historia de esta competición por la acumulación de la mayor cantidad de puntos en la final con una campaña invicta en 14 partidos.

## Equipos participantes
Doce equipos fueron los clasificados para el torneo. Los equipos de la CEV se clasificaron a través del torneo clasificatorio disputado entre 16 y 21 de agosto de 2008 en Omsk, Rusia. Los cuatro equipos de América fueron confirmados por su participación en la Copa Panamericana que se jugó en Tijuana, México. Los equipos asiáticos se clasificaron a través de la Copa de Asia disputada en octubre de 2008 en Nakhon Ratchasima, Tailandia.
| Europa (CEV)                                | América (NORCECA/CSV)                                          | Ásia (AVC)                          |
| ------------------------------------------- | -------------------------------------------------------------- | ----------------------------------- |
| Polonia · Países Bajos · Rusia · Alemania · | República Dominicana · Brasil · Puerto Rico · Estados Unidos · | China Corea del Sur Tailandia Japón |

## Calendario
| Fecha                             | Local/Equipos                                                                     | Local/Equipos                                               | Local/Equipos                                                         |
| --------------------------------- | --------------------------------------------------------------------------------- | ----------------------------------------------------------- | --------------------------------------------------------------------- |
| Primera semana: 31-2 de agosto    | Grupo A · Rio de Janeiro Brasil · Estados Unidos · Alemania · Puerto Rico         | Grupo B · Kielce Polonia · Japón · Países Bajos · Tailandia | Grupo C · Ningbo China · Rusia · República Dominicana · Corea del Sur |
| Segunda semana: 7-9 de agosto     | Grupo D · Miao Li Estados Unidos · Países Bajos · República Dominicana · Alemania | Grupo E · Macau China · Brasil · Polonia · Tailandia        | Grupo F · Osaka Japón · Corea del Sur · Rusia · Puerto Rico ·         |
| Tercera semana: 14-16 de agosto   | Grupo G · Hong Kong China · Polonia · Países Bajos · República Dominicana         | Grupo H · Mokpo Brasil · Japón · Alemania · Corea del Sur   | Grupo I · Bangkok Tailandia · Estados Unidos · Rusia · Puerto Rico ·  |
| Fase final: 19-23 de agosto Tokio |                                                                                   |                                                             |                                                                       |

## Primera fase
En la primera fase, los dieciséis equipos competirán en nueve partidos de tres semanas divididos en grupos de cuatro equipos cada uno. Los cinco equipos mejor situados en la tabla de posiciones se clasificarán para la fase final. Japón se ha garantizado un lugar en la final por el anfitrión del evento, con seis equipos clasificados.

### Grupo A (Río de Janeiro)
| Pos | Equipo         | PJ | PG | PP | SF | SC | PTS |
| --- | -------------- | -- | -- | -- | -- | -- | --- |
| 1   | Brasil         | 3  | 3  | 0  | 9  | 0  | 9   |
| 2   | Alemania       | 3  | 2  | 1  | 6  | 5  | 5   |
| 3   | Estados Unidos | 3  | 1  | 2  | 3  | 8  | 2   |
| 4   | Puerto Rico    | 3  | 0  | 3  | 4  | 9  | 2   |

#### Resultados
| Fecha    | Encuentro                    | Resultado | Set   | Set   | Set   | Set   | Set   | Puntuación total |
| Fecha    | Encuentro                    | Resultado | 1     | 2     | 3     | 4     | 5     | Puntuación total |
| -------- | ---------------------------- | --------- | ----- | ----- | ----- | ----- | ----- | ---------------- |
| 31-07-09 | Brasil - Puerto Rico         | 3-0       | 25-22 | 25-17 | 25-17 |       |       | 75-56            |
| 31-07-09 | Alemania - Estados Unidos    | 3-0       | 25-15 | 25-15 | 25-16 |       |       | 75-46            |
| 01-08-09 | Alemania - Brasil            | 0-3       | 12-25 | 19-25 | 16-25 |       |       | 47-75            |
| 01-08-09 | Estados Unidos - Puerto Rico | 3-2       | 21-25 | 20-25 | 25-23 | 25-14 | 15-13 | 100-106          |
| 02-08-09 | Estados Unidos - Brasil      | 0-3       | 18-25 | 22-25 | 13-25 |       |       | 53-75            |
| 02-08-09 | Puerto Rico - Alemania       | 2-3       | 25-19 | 20-25 | 25-18 | 13-25 | 12-15 | 95-102           |

### Grupo B (Kielce)
| Pos | Equipo       | PJ | PG | PP | SF | SC | PTS |
| --- | ------------ | -- | -- | -- | -- | -- | --- |
| 1   | Países Bajos | 3  | 3  | 0  | 9  | 1  | 9   |
| 2   | Tailandia    | 3  | 2  | 1  | 7  | 7  | 4   |
| 3   | Polonia      | 3  | 1  | 2  | 5  | 6  | 4   |
| 4   | Japón        | 3  | 1  | 2  | 2  | 9  | 1   |

#### Resultados
| Fecha    | Encuentro                | Resultado | Set   | Set   | Set   | Set   | Set   | Puntuación total |
| Fecha    | Encuentro                | Resultado | 1     | 2     | 3     | 4     | 5     | Puntuación total |
| -------- | ------------------------ | --------- | ----- | ----- | ----- | ----- | ----- | ---------------- |
| 31-07-09 | Tailandia - Polonia      | 3-2       | 12-25 | 25-23 | 25-22 | 19-25 | 15-13 | 96-108           |
| 31-07-09 | Japón - Países Bajos     | 0-3       | 13-25 | 19-25 | 20-25 |       |       | 52-75            |
| 01-08-09 | Países Bajos - Polonia   | 3-0       | 25-23 | 25-20 | 25-21 |       |       | 75-64            |
| 01-08-09 | Japón - Tailandia        | 2-3       | 25-19 | 20-25 | 18-25 | 25-20 | 11-15 | 99-104           |
| 02-08-09 | Japón - Polonia          | 0-3       | 20-25 | 24-26 | 25-27 |       |       | 69-78            |
| 02-08-09 | Países Bajos - Tailandia | 3-1       | 25-27 | 25-21 | 25-17 | 25-20 |       | 100-85           |

### Grupo C (Ningbo)
| Pos | Equipo               | PJ | PG | PP | SF | SC | PTS |
| --- | -------------------- | -- | -- | -- | -- | -- | --- |
| 1   | China                | 3  | 3  | 0  | 9  | 2  | 8   |
| 2   | Rusia                | 3  | 2  | 1  | 8  | 5  | 6   |
| 3   | República Dominicana | 3  | 1  | 2  | 5  | 8  | 3   |
| 4   | Corea del Sur        | 3  | 0  | 3  | 2  | 9  | 1   |

#### Resultados
| Fecha    | Encuentro                            | Resultado | Set   | Set   | Set   | Set   | Set   | Puntuación total |
| Fecha    | Encuentro                            | Resultado | 1     | 2     | 3     | 4     | 5     | Puntuación total |
| -------- | ------------------------------------ | --------- | ----- | ----- | ----- | ----- | ----- | ---------------- |
| 31-07-09 | Rusia - Corea del Sur                | 3-0       | 25-23 | 25-23 | 25-15 |       |       | 75-61            |
| 31-07-09 | China - República Dominicana         | 3-0       | 25-12 | 25-18 | 25-19 |       |       | 75-49            |
| 01-07-09 | República Dominicana - Rusia         | 2-3       | 21-25 | 27-25 | 25-19 | 11-25 | 10-15 | 94-109           |
| 01-07-09 | China - Corea del Sur                | 3-0       | 25-15 | 25-21 | 25-14 |       |       | 75-50            |
| 02-07-09 | Corea del Sur - República Dominicana | 2-3       | 22-25 | 12-25 | 25-18 | 26-24 | 10-15 | 95-107           |
| 02-07-09 | China - Rusia                        | 3-2       | 23-25 | 25-23 | 20-25 | 25-14 | 15-09 | 108-96           |

### Grupo D (Miao Li)
| Pos | Equipo               | PJ | PG | PP | SF | SC | PTS |
| --- | -------------------- | -- | -- | -- | -- | -- | --- |
| 1   | Países Bajos         | 3  | 3  | 0  | 9  | 3  | 8   |
| 2   | Alemania             | 3  | 2  | 1  | 7  | 3  | 6   |
| 3   | Estados Unidos       | 3  | 1  | 2  | 5  | 8  | 3   |
| 4   | República Dominicana | 3  | 0  | 3  | 2  | 9  | 1   |

#### Resultados
| Fecha   | Encuentro                             | Resultado | Set   | Set   | Set   | Set   | Set   | Puntuación total |
| Fecha   | Encuentro                             | Resultado | 1     | 2     | 3     | 4     | 5     | Puntuación total |
| ------- | ------------------------------------- | --------- | ----- | ----- | ----- | ----- | ----- | ---------------- |
| 7-08-09 | República Dominicana - Estados Unidos | 2-3       | 18-25 | 19-25 | 25-23 | 25-21 | 21-23 | 108-117          |
| 7-08-09 | Países Bajos - Alemania               | 3-1       | 25-13 | 25-23 | 22-25 | 25-23 |       | 97-84            |
| 8-08-09 | Estados Unidos - Países Bajos         | 2-3       | 25-12 | 22-25 | 16-25 | 25-21 | 13-15 | 101-98           |
| 8-08-09 | República Dominicana - Alemania       | 0-3       | 16-25 | 17-25 | 20-25 |       |       | 53-75            |
| 9-08-09 | República Dominicana - Países Bajos   | 0-3       | 19-25 | 15-25 | 18-25 |       |       | 52-75            |
| 9-08-09 | Alemania - Estados Unidos             | 3-0       | 25-22 | 25-18 | 27-25 |       |       | 77-65            |

### Grupo E (Macau)
| Pos | Equipo    | PJ | PG | PP | SF | SC | PTS |
| --- | --------- | -- | -- | -- | -- | -- | --- |
| 1   | Brasil    | 3  | 3  | 0  | 9  | 3  | 8   |
| 2   | China     | 3  | 1  | 2  | 8  | 6  | 6   |
| 3   | Polonia   | 3  | 1  | 2  | 6  | 6  | 4   |
| 4   | Tailandia | 3  | 1  | 2  | 1  | 9  | 0   |

#### Resultados
| Fecha   | Encuentro           | Resultado | Set   | Set   | Set   | Set   | Set   | Puntuación total |
| Fecha   | Encuentro           | Resultado | 1     | 2     | 3     | 4     | 5     | Puntuación total |
| ------- | ------------------- | --------- | ----- | ----- | ----- | ----- | ----- | ---------------- |
| 7-08-09 | Brasil - Tailandia  | 3-0       | 25-14 | 25-17 | 25-11 |       |       | 75-42            |
| 7-08-09 | Polonia - China     | 2-3       | 19-25 | 27-25 | 26-24 | 14-25 | 12-15 | 98-114           |
| 8-08-09 | Polonia - Brasil    | 1-3       | 22-25 | 09-25 | 25-13 | 15-25 |       | 71-88            |
| 8-08-09 | Tailandia - China   | 1-3       | 27-25 | 19-25 | 17-25 | 19-25 |       | 82-100           |
| 9-08-09 | Polonia - Tailandia | 3-0       | 26-24 | 25-13 | 25-22 |       |       | 76-59            |
| 9-08-09 | Brasil - China      | 3-2       | 25-21 | 25-20 | 19-25 | 22-25 | 15-12 | 106-103          |

### Grupo F (Osaka)
| Pos | Equipo        | PJ | PG | PP | SF | SC | PTS |
| --- | ------------- | -- | -- | -- | -- | -- | --- |
| 1   | Japón         | 3  | 3  | 0  | 9  | 2  | 9   |
| 2   | Puerto Rico   | 3  | 1  | 2  | 5  | 7  | 4   |
| 3   | Corea del Sur | 3  | 1  | 2  | 6  | 8  | 3   |
| 4   | Rusia         | 3  | 1  | 2  | 5  | 8  | 2   |

#### Resultados
| Fecha   | Encuentro                   | Resultado | Set   | Set   | Set   | Set   | Set   | Puntuación total |
| Fecha   | Encuentro                   | Resultado | 1     | 2     | 3     | 4     | 5     | Puntuación total |
| ------- | --------------------------- | --------- | ----- | ----- | ----- | ----- | ----- | ---------------- |
| 7-08-09 | Corea del Sur - Rusia       | 2-3       | 25-23 | 20-25 | 18-25 | 27-25 | 13-15 | 103-113          |
| 7-08-09 | Puerto Rico - Japón         | 0-3       | 22-25 | 21-25 | 17-25 |       |       | 60-75            |
| 8-08-09 | Puerto Rico - Rusia         | 3-1       | 25-17 | 25-22 | 22-25 | 28-26 |       | 100-90           |
| 8-08-09 | Japón - Corea del Sur       | 3-1       | 22-25 | 25-13 | 25-18 | 25-10 |       | 97-66            |
| 9-08-09 | Puerto Rico - Corea del Sur | 2-3       | 18-25 | 18-25 | 26-24 | 25-22 | 13-15 | 100-111          |
| 9-08-09 | Rusia - Japón               | 1-3       | 25-20 | 19-25 | 15-25 | 21-25 |       | 80-95            |

### Grupo G (Hong Honk)
| Pos | Equipo               | PJ | PG | PP | SF | SC | PTS |
| --- | -------------------- | -- | -- | -- | -- | -- | --- |
| 1   | China                | 3  | 2  | 1  | 8  | 5  | 7   |
| 2   | Países Bajos         | 3  | 2  | 1  | 7  | 3  | 6   |
| 3   | Polonia              | 3  | 2  | 1  | 6  | 7  | 4   |
| 4   | República Dominicana | 3  | 0  | 3  | 3  | 9  | 1   |

#### Resultados
| Fecha    | Encuentro                           | Resultado | Set   | Set   | Set   | Set   | Set   | Puntuación total |
| Fecha    | Encuentro                           | Resultado | 1     | 2     | 3     | 4     | 5     | Puntuación total |
| -------- | ----------------------------------- | --------- | ----- | ----- | ----- | ----- | ----- | ---------------- |
| 14-08-09 | Polonia - Países Bajos              | 0-3       | 17-25 | 17-25 | 13-25 |       |       | '47-75           |
| 14-08-09 | China - República Dominicana        | 3-1       | 25-21 | 21-25 | 25-17 | 25-20 |       | 96-83            |
| 15-08-09 | República Dominicana - Países Bajos | 0-3       | 14-25 | 31-33 | 28-30 |       |       | 73-88            |
| 15-08-09 | Polonia - China                     | 3-2       | 25-21 | 25-21 | 18-25 | 24-26 | 15-11 | 107-104          |
| 16-08-09 | República Dominicana - Polonia      | 2-3       | 25-22 | 23-25 | 14-25 | 25-13 | 11-15 | 98-100           |
| 16-08-09 | Países Bajos - China                | 1-3       | 21-25 | 22-25 | 25-21 | 21-25 |       | 89-96            |

### Grupo H (Mokpo)
| Pos | Equipo        | PJ | PG | PP | SF | SC | PTS |
| --- | ------------- | -- | -- | -- | -- | -- | --- |
| 1   | Brasil        | 3  | 3  | 0  | 9  | 4  | 8   |
| 2   | Japón         | 3  | 2  | 1  | 7  | 5  | 5   |
| 3   | Alemania      | 3  | 1  | 2  | 7  | 7  | 4   |
| 4   | Corea del Sur | 3  | 0  | 3  | 2  | 9  | 0   |

#### Resultados
| Fecha    | Encuentro                | Resultado | Set   | Set   | Set   | Set   | Set   | Puntuación total |
| Fecha    | Encuentro                | Resultado | 1     | 2     | 3     | 4     | 5     | Puntuación total |
| -------- | ------------------------ | --------- | ----- | ----- | ----- | ----- | ----- | ---------------- |
| 14-08-09 | Alemania - Corea del Sur | 3-1       | 26-28 | 25-20 | 25-22 | 25-11 |       | 101-81           |
| 14-08-09 | Brasil - Japón           | 3-1       | 25-12 | 25-19 | 15-25 | 25-13 |       | 90-69            |
| 15-08-09 | Brasil - Alemania        | 3-2       | 25-27 | 25-15 | 25-19 | 19-25 | 15-10 | 109-96           |
| 15-08-09 | Corea del Sur - Japón    | 0-3       | 13-25 | 20-25 | 22-25 |       |       | 55-75            |
| 16-08-09 | Japón - Alemania         | 3-2       | 23-25 | 25-14 | 25-18 | 21-25 | 15-10 | 109-92           |
| 16-08-09 | Corea del Sur - Brasil   | 1-3       | 27-25 | 15-25 | 15-25 | 19-25 |       | 76-100           |

### Grupo I (Bangkok)
| Pos | Equipo         | PJ | PG | PP | SF | SC | PTS |
| --- | -------------- | -- | -- | -- | -- | -- | --- |
| 1   | Rusia          | 3  | 3  | 0  | 9  | 2  | 9   |
| 2   | Tailandia      | 3  | 2  | 1  | 7  | 5  | 5   |
| 3   | Estados Unidos | 3  | 1  | 2  | 6  | 6  | 4   |
| 4   | Puerto Rico    | 3  | 0  | 3  | 0  | 9  | 0   |

#### Resultados
| Fecha    | Encuentro                    | Resultado | Set   | Set   | Set   | Set   | Set   | Puntuación total |
| Fecha    | Encuentro                    | Resultado | 1     | 2     | 3     | 4     | 5     | Puntuación total |
| -------- | ---------------------------- | --------- | ----- | ----- | ----- | ----- | ----- | ---------------- |
| 14-08-09 | Puerto Rico - Tailandia      | 0-3       | 25-27 | 28-30 | 13-25 |       |       | 66-88            |
| 14-08-09 | Estados Unidos - Rusia       | 1-3       | 21-25 | 24-26 | 25-19 | 17-25 |       | 87-95            |
| 15-08-09 | Rusia - Tailandia            | 3-1       | 25-18 | 24-26 | 25-11 | 25-12 |       | 99-67            |
| 15-08-09 | Estados Unidos - Puerto Rico | 3-0       | 25-16 | 25-18 | 25-22 |       |       | 75-56            |
| 16-08-09 | Tailandia - Estados Unidos   | 3-2       | 19–25 | 25-20 | 25-21 | 23-25 | 15-11 | 107-102          |
| 16-08-09 | Rusia - Puerto Rico          | 3-0       | 25-16 | 25-17 | 25-19 |       |       | 75–52            |

### Clasificación al final de la Primera Fase
| Pos | Equipo               | PJ | PG | PP | SF | SC | PTS |
| --- | -------------------- | -- | -- | -- | -- | -- | --- |
| 1   | Brasil               | 9  | 9  | 0  | 27 | 7  | 18  |
| 2   | Países Bajos         | 9  | 8  | 1  | 25 | 7  | 17  |
| 3   | China                | 9  | 7  | 2  | 25 | 13 | 16  |
| 4   | Rusia                | 9  | 6  | 3  | 22 | 15 | 15  |
| 5   | Japón                | 9  | 5  | 4  | 18 | 16 | 14  |
| 6   | Alemania             | 9  | 5  | 4  | 20 | 15 | 14  |
| 7   | Polonia              | 9  | 4  | 5  | 17 | 19 | 13  |
| 8   | Tailandia            | 9  | 4  | 5  | 15 | 21 | 13  |
| 9   | Estados Unidos       | 9  | 3  | 6  | 14 | 22 | 12  |
| 10  | Puerto Rico          | 9  | 1  | 8  | 9  | 25 | 10  |
| 11  | República Dominicana | 9  | 1  | 8  | 10 | 26 | 10  |
| 12  | Corea del Sur        | 9  | 1  | 8  | 10 | 26 | 10  |

| – | Clasificado a la fase final. |

## Fase final
La fase final del Grand Prix de 2009 fue disputada en Tokio, Japón; entre los días 19 al 23 de agosto. Los seis equipos clasificados se enfrentaran en un grupo único, conquistando el título el que sume el mayor número de puntos al final de cinco partidos.
| Pos | Equipo       | PJ | PG | PP | SF | SC | PTS |
| --- | ------------ | -- | -- | -- | -- | -- | --- |
| 1   | Brasil       | 5  | 5  | 0  | 15 | 4  | 10  |
| 2   | Países Bajos | 5  | 4  | 1  | 14 | 6  | 9   |
| 3   | China        | 5  | 2  | 3  | 9  | 11 | 7   |
| 4   | Rusia        | 5  | 2  | 3  | 7  | 13 | 7   |
| 5   | Japón        | 5  | 1  | 4  | 7  | 12 | 6   |
| 6   | Alemania     | 5  | 1  | 4  | 6  | 12 | 6   |

### Resultados
| Fecha    | Encuentro               | Resultado | Set   | Set   | Set   | Set   | Set   | Puntuación total |
| Fecha    | Encuentro               | Resultado | 1     | 2     | 3     | 4     | 5     | Puntuación total |
| -------- | ----------------------- | --------- | ----- | ----- | ----- | ----- | ----- | ---------------- |
| 19-08-09 | Países Bajos - China    | 3-2       | 18-25 | 25-22 | 25-22 | 24-26 | 15-13 | 107-108          |
| 19-08-09 | Brasil - Rusia          | 3-2       | 25-20 | 22-25 | 25-17 | 24-26 | 16-14 | 112-102          |
| 19-08-09 | Japón - Alemania        | 0-3       | 21-25 | 25-16 | 17-25 | 22-25 |       | 85-91            |
| 20-08-09 | Países Bajos - Alemania | 3-2       | 19-25 | 25-21 | 25-22 | 21-25 | 15-13 | 105-106          |
| 20-08-09 | China - Brasil          | 0-3       | 21-25 | 20-25 | 29-31 |       |       | 70-81            |
| 20-08-09 | Japón - Rusia           | 1-3       | 17-25 | 23-25 | 29-27 | 14-25 |       | 83-102           |
| 21-08-09 | Rusia - China           | 3-1       | 27-29 | 25-16 | 25-19 | 25-23 |       | 102-87           |
| 21-08-09 | Brasil - Alemania       | 3-0       | 25-15 | 25-15 | 25-16 |       |       | 75-46            |
| 21-08-09 | Japón - Países Bajos    | 3-0       | 25-22 | 25-18 | 25-22 |       |       | 75-62            |
| 22-08-09 | Rusia - Alemania        | 3-1       | 16-25 | 25-21 | 25-23 | 25-20 |       | 91-89            |
| 22-08-09 | Países Bajos - Brasil   | 1-3       | 22-25 | 25-18 | 20-25 | 16-25 |       | 83-93            |
| 22-08-09 | Japón - China           | 0-3       | 20-25 | 23-25 | 17-25 |       |       | 60-75            |
| 23-08-09 | China - Alemania        | 1-3       | 14-25 | 25-23 | 21-25 | 14-25 |       | 74-98            |
| 23-08-09 | Países Bajos - Rusia    | 0-3       | 20-25 | 23-25 | 21-25 |       |       | 64-75            |
| 23-08-09 | Japón - Brasil          | 1-3       | 21-25 | 27-25 | 19-25 | 19-25 |       | 86-100           |

## Tabla Final
| 1  | Brasil               |
| 2  | Rusia                |
| 3  | Alemania             |
| 4  | Países Bajos         |
| 5  | China                |
| 6  | Japón                |
| 7  | Polonia              |
| 8  | Tailandia            |
| 9  | Estados Unidos       |
| 10 | Puerto Rico          |
| 11 | República Dominicana |
| 12 | Corea del Sur        |

## Distinciones individuales
| Distinción      | Nombre              | Equipo       |
| --------------- | ------------------- | ------------ |
| MVP             | Sheilla Castro      | Brasil       |
| Mejor anotadora | Manon Flier         | Países Bajos |
| Mejor ataque    | Tatiana Kosheleva   | Rusia        |
| Mejor bloqueo   | Fabiana Claudino    | Brasil       |
| Mejor servicio  | Manon Flier         | Países Bajos |
| Mejor armadora  | Yoshie Takeshita    | Japón        |
| Mejor recepción | Fabiana de Oliveira | Brasil       |
| Mejor defensa   | Kerstin Tzscherlich | Alemania     |
| Mejor líbero    | Kerstin Tzscherlich | Alemania     |

Fuente: 
- Datos: Q1582071